# Alberto Arvelo Torrealba (municipalité)
Pour les articles homonymes, voir Torrealba.
Alberto Arvelo Torrealba est l'une des douze municipalités de l'État de Barinas au Venezuela. Son chef-lieu est Sabaneta, ville natale de l'ancien président du Venezuela, Hugo Chávez. En 2011, la population s'élève à 41 232 habitants.

## Étymologie
La municipalité est nommée en l'honneur du juriste et poète Alberto Arvelo Torrealba (en) (1905-1971).

## Géographie

### Subdivisions
La municipalité est divisée en deux paroisses civiles avec, chacune à sa tête, une capitale (entre parenthèses) : 
- Juan Antonio Rodríguez Domínguez (Veguitas) ;
- Sabaneta (Sabaneta).